# Francesco Friedrich
Francesco Friedrich, född 2 maj 1990, är en tysk bobåkare. Han blev olympisk mästare i tvåmanna tillsammans med Thorsten Margis vid olympiska vinterspelen 2018 i Pyeongchang i Sydkorea, guldet delades med Kanada.
Friedrich deltog även vid olympiska vinterspelen 2014.
I tvåmannabob vann Friedrich mellan 2013 och 2019 fem världsmästerskap i rad. Han egaliserade så rekordet av Eugenio Monti från 1950-talet.
Vid öppningsceremonin av de olympiska vinterspelen 2022 var han tillsammans med Claudia Pechstein Tysklands fanbärare.